# Stegersbach
Stegersbach (kroatiska: Santalek, ungerska: Szentelek) är en ort och kommun i Österrike. Den ligger i distriktet Güssing i förbundslandet Burgenland, i den östra delen av landet, 120 km söder om huvudstaden Wien. Antalet invånare år 2023 är 2 744.